# Taganroska-bugten
Taganroska-bugten (russisk: Таганрогский залив, ukrainsk: Таганрозька затока) er den nordøstlige arm det Azovske hav. Den kan også opfattes som en oversvømmet flodmunding af Don-floden.

## Geografi
Bugten udgør en naturlig grænse mellem Kuban-kysten i Rusland og den nordlige Azov-kystregion i Ukraine og Rusland, men den internationale grænse mellem Rusland og Ukraine er ikke blevet fastlagt efter Sovjetunionens fald.
I dens nordøstlige ende munder Don-floden ud. Bugten har en længde på omkring 140 km, bredden ved mundingen er 31 km, og den har en gennemsnitlig dybde på omkring 5 meter. Det kan nogle vintre fryse fra december til marts.
Tre andre floder, Kalmius, Mius og Yeya, løber ud i bugten. Vandstrømmen ind i bugten er en hovedfaktor for den nuværende udvikling i Azovhavet.

### Landformer
Dens udmunding er markeret af Dolgayatangen mod syd og Bilosaraytangen (Bilosarayska Spit) mod nord. Det bugner af sandede landtunger, der delvist omslutter lavvandede bugter. Bugten indeholder flere sandøer (Песчаные острова, Пісчані острови).
De største havne er Taganrog og Jejsk i Rusland, og Mariupol i Ukraine. Byen Rostov ved Don ligger få kilometer op ad Don-floden.

### Vand
Koncentrationen af saltvand i bugten er varierende. I øst, den mest lavvandede del af bugten, som modtager vand direkte til Don er afsaltet, og den vestligste del, som ofte er udsat for de direkte virkninger af vand fra det Azovske Hav er saltvand. . Taganrog og Jejsk i Rusland og Mariupol i Ukraine er de vigtigste havne i Taganrog-bugten.